# Антонія Молодша
Антонія Молодша (лат. Antonia Minor; 31 січня 36 до н. е. — осінь 37) — дочка Марка Антонія і Октавії Молодшої, одна із найзнаменитіших жінок епохи становлення імперії, племінниця Августа, мати Германіка й імператора Клавдія.

## Походження
Антонія народилася 31 січня 36 до н. е. в Афінах. Батька свого вона ніколи не бачила, бо ще до її народження Марк Антоній поїхав до Єгипту до Клеопатри. У тому ж році Октавіан повертає Октавію Молодшу, свою сестру та дружину Марка Антонія, в Рим, де бере її з дітьми.
Близько 32 до н. е. Марк Антоній розлучається з Октавією, а в 30 до н. е. кінчає життя самогубством. Антонія живе в Римі й виховується матір'ю, Октавіаном Августом і його дружиною, Лівією Друзіллою.
Згідно з указом Октавіана Антонія успадковує частину земель, що належать Марку Антонію — в Італії, Греції і Єгипті. Вже в дитячому віці у неї велика кількість клієнтів з тих країв, а підростаючи, вона стає однією з найбагатших і найвпливовіших жінок Риму.

## Шлюб
Впливовості їй додав її шлюб з молодшим сином Лівії Друзілли від першого шлюбу, Нерон Клавдій Друз, одним з імовірних спадкоємців Августа. Вони одружилися в 16 до н. е., коли Антонії було 20 років, а Друзу — 23.
У шлюбі Антонія народжує кількох дітей, однак всього троє з них досягають дорослого віку. Це були Германік, що народився 24 травня 15 до н. е., Лівілла, яка народилася бл. 13 до н. е. і Клавдій, що з'явився на світ 1 серпня 10 до н. е.
Всі троє її дітей зіграли значну роль у римській історії. Германік був впливовим і удачливим полководцем, Лівілла була однією з найпомітніших фігур у змові Сеяна проти Тиберія, а Клавдій став імператором.

## Антонія в історії
Чоловік Антонії помер в 9 до н. е.. Однак до того моменту перших успіхів домігся її син, Германік. У 4 до н. е., за наполяганням Августа, Германік був усиновлений Тиберієм, офіційним співправителем і спадкоємцем принцепса. До 9 року Германік на посаді квестора вже здобув кілька перемог в Паннонії. У 12 році Германік стає консулом.
Її дочка, Лівілла, в 14 до н. е. вийшла заміж за сина Агріппи, Гая Юлія Цезаря Віпсаніана, ще одного ймовірного спадкоємця влади Августа. У 4 році вона стає вдовою і її знову видають заміж за сина Тиберія, Друза Молодшого.
Антонія продовжує мати успіх у римському суспільстві. Серед її друзів багато сенаторів. Одним із близьких її друзів був консул 15 року Луцій Вітеллій, батько майбутнього імператора Вітеллія.
У 19 році Германік несподівано помирає в Антіохії при нез'ясованих обставинах. Антонія не вірить в те, що в смерті її сина замішаний Тиберій, що до того моменту став вже імператором, хоча цю версію смерті Германіка підтримує його вдова, Агрипіна Старша.
У 23 році Лівілла вдовіє вдруге. До того моменту вона стає коханкою Сеяна, префекта преторія, який використовує її як одну з ключових фігур у своїй змові проти Тиберія. Проте, в 31 році, Антонії стає відомо про змову і вона, разом з Невієм Макроном, викриває змовників перед Тіберієм.
18 жовтня 31 року Сеяна страчують, а Лівіллу відправляють в будинок її матері. Швидше за все, там вона наклала на себе руки, однак Діон Кассій стверджує, що Антонія замкнула її в кімнаті, де вона померла від виснаження.
Єдиною її живою дитиною залишався Клавдій, проте Антонія не любила його і вважала недоумкуватим. Зберігся її відгук про нього: «людина, яку природа тільки почала створювати, але не закінчила». Коли ж вона хотіла висміяти когось, то відгукувалася про людину так «Він дурніший, ніж мій Клавдій».

## Антонія і Калігула
Після смерті Тіберія в березні 37 року, до влади прийшов її онук, син Германіка, Калігула. На знак поваги до своєї бабки він, спеціальним декретом, дарував їй всі почесті, які колись були надані дружині Августа, Лівії, а також титул Августа, який вона, однак, відкинула.
На початку свого правління Калігула прислухався до її порад, але незабаром охолонув до неї. Восени 37, згідно з Светонієм, він відмовив їй в особистій аудієнції, наполягаючи на присутності префекта преторія Макрона. Від такого приниження вона покінчила життя самогубством. Втім, там же, Светоній висловлює підозру, що Калігула або сам дав їй отруту, примусивши до самогубства, або просто отруїв її.
Ніяких почестей Антонії при похороні віддано не було. Калігула спостерігав за похоронним багаттям з вікна своєї їдальні.
Після приходу до влади Клавдія в 41 році, їй посмертно було присвоєно титул Августа. День її народження був оголошений народним святом, під час якого проводилися ігри й приносили в жертву тварин.